# كفر دهمشا
قرية كفر دهمشا هي إحدى القرى التابعة لمركز مشتول السوق في محافظة الشرقية في جمهورية مصر العربية. حسب إحصاءات سنة 2006، بلغ إجمالي السكان في كفر دهمشا 1706 نسمة، منهم 859 رجل و847 امرأة.